# Hončarivs'ke
Hončarivs'ke (in ucraino Гончарівське?) è un insediamento di tipo urbano (селище міського типу) dell'Ucraina, situato nell'oblast' di Černihiv.
È sede della 1ª Brigata corazzata "Severia", 4ª Brigata corazzata "Atamano Ivan Vyhovs'kyj" e del 12º Battaglione corazzato dell'esercito ucraino.